# Waidhofen an der Ybbs
Waidhofen an der Ybbs is een zelfstandige stad (Statutarstadt) in de Oostenrijkse deelstaat Neder-Oostenrijk gelegen aan de rivier de Ybbs. De gemeente heeft ongeveer 11.700 inwoners. De plaatselijke voetbalclub is FC Waidhofen/Ybbs.
Op 30 mei 2011 kwam de gemeente in het nieuws toen de gemeenteraad besloot een eind te maken aan het ereburgerschap dat Adolf Hitler in 1939 was verleend. De raad distantieerde zich hiermee nadrukkelijk van het nationaalsocialistische gedachtegoed.

## Geografie
Waidhofen an der Ybbs heeft een oppervlakte van 131,52 km². Het ligt in het centrum van het land, ten westen van de hoofdstad Wenen. Er is een spoorwegverbinding met Amstetten.

## Foto's

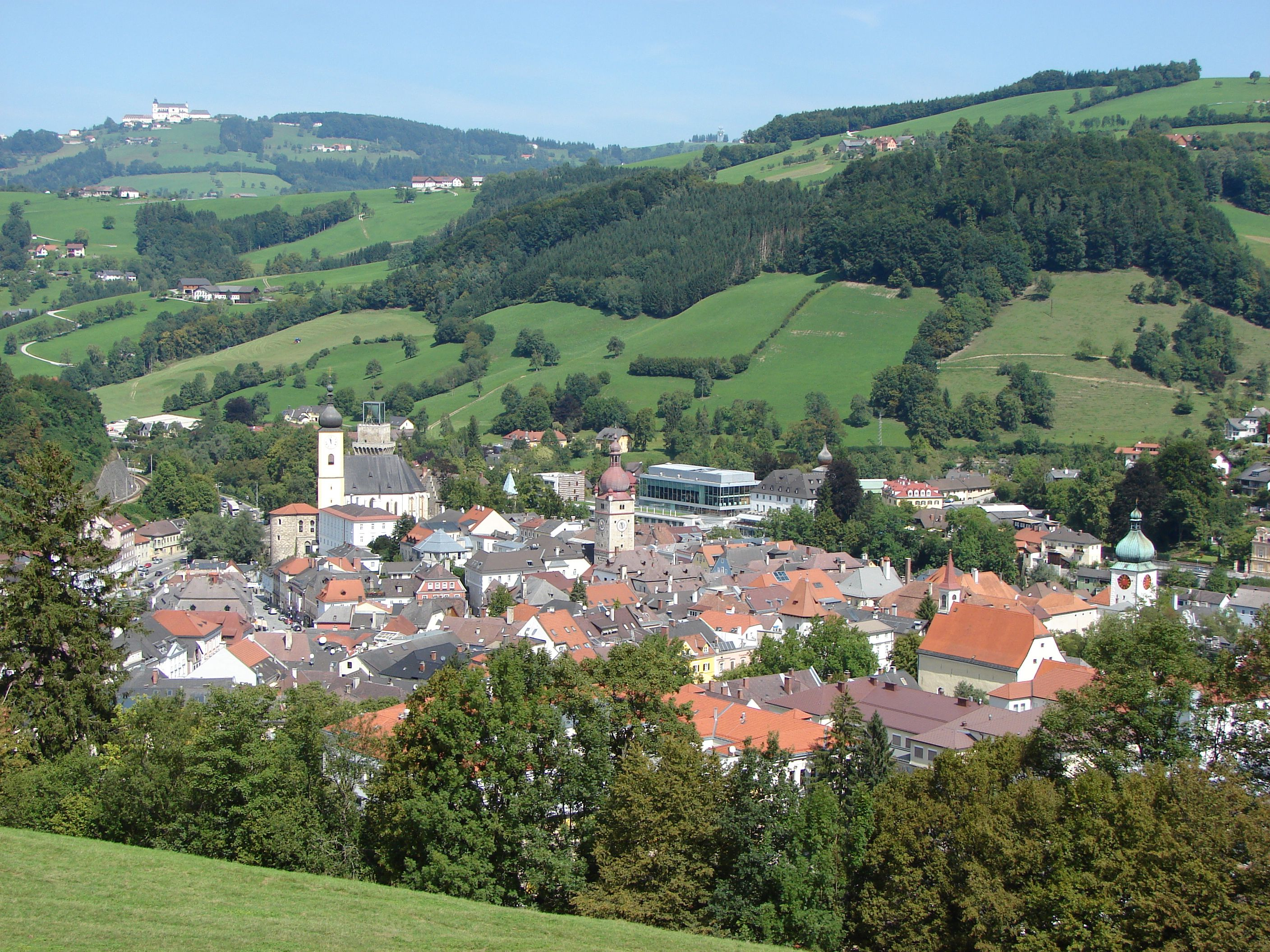
Waidhofen an der Ybbs
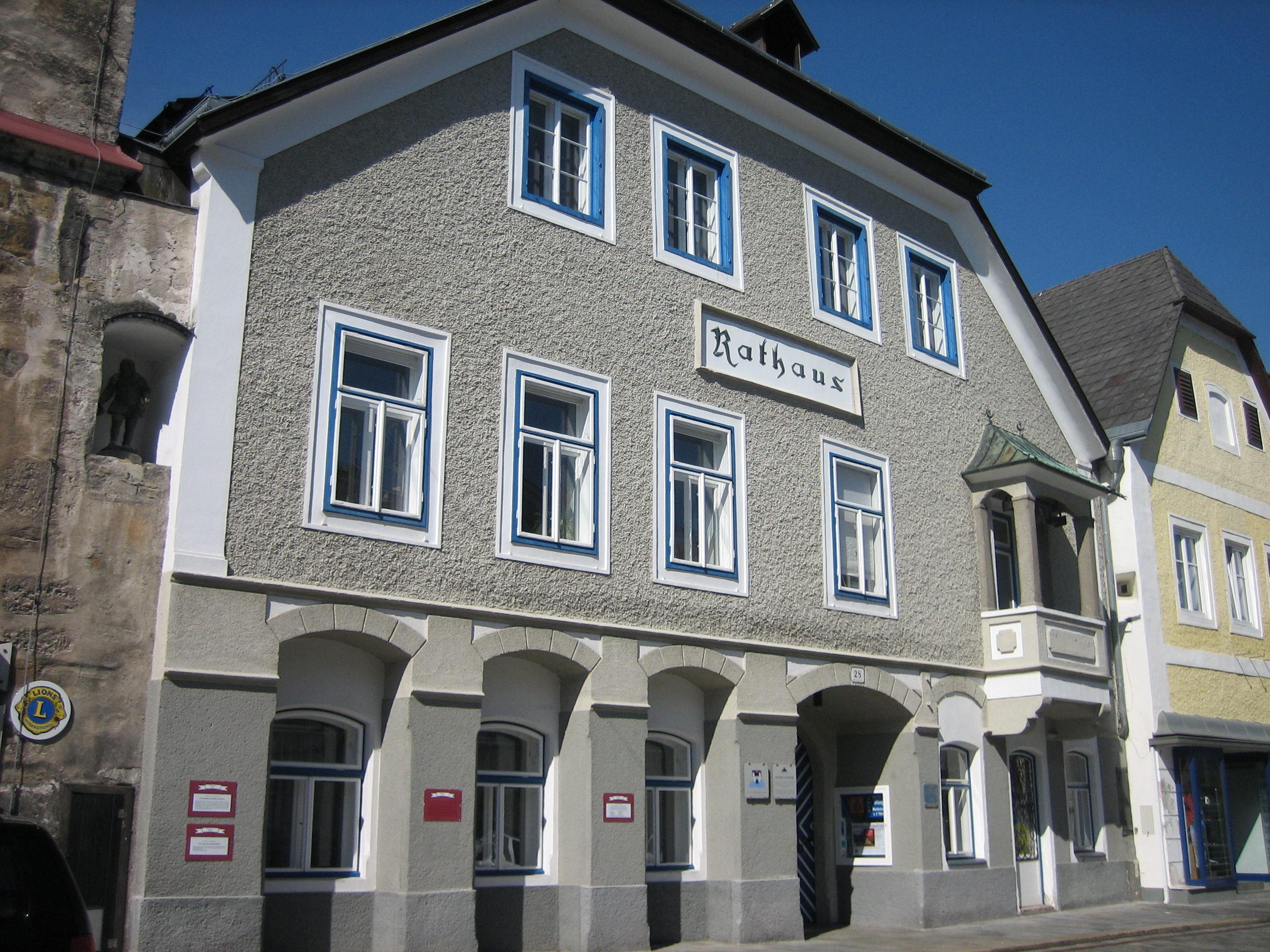
Raadhuis
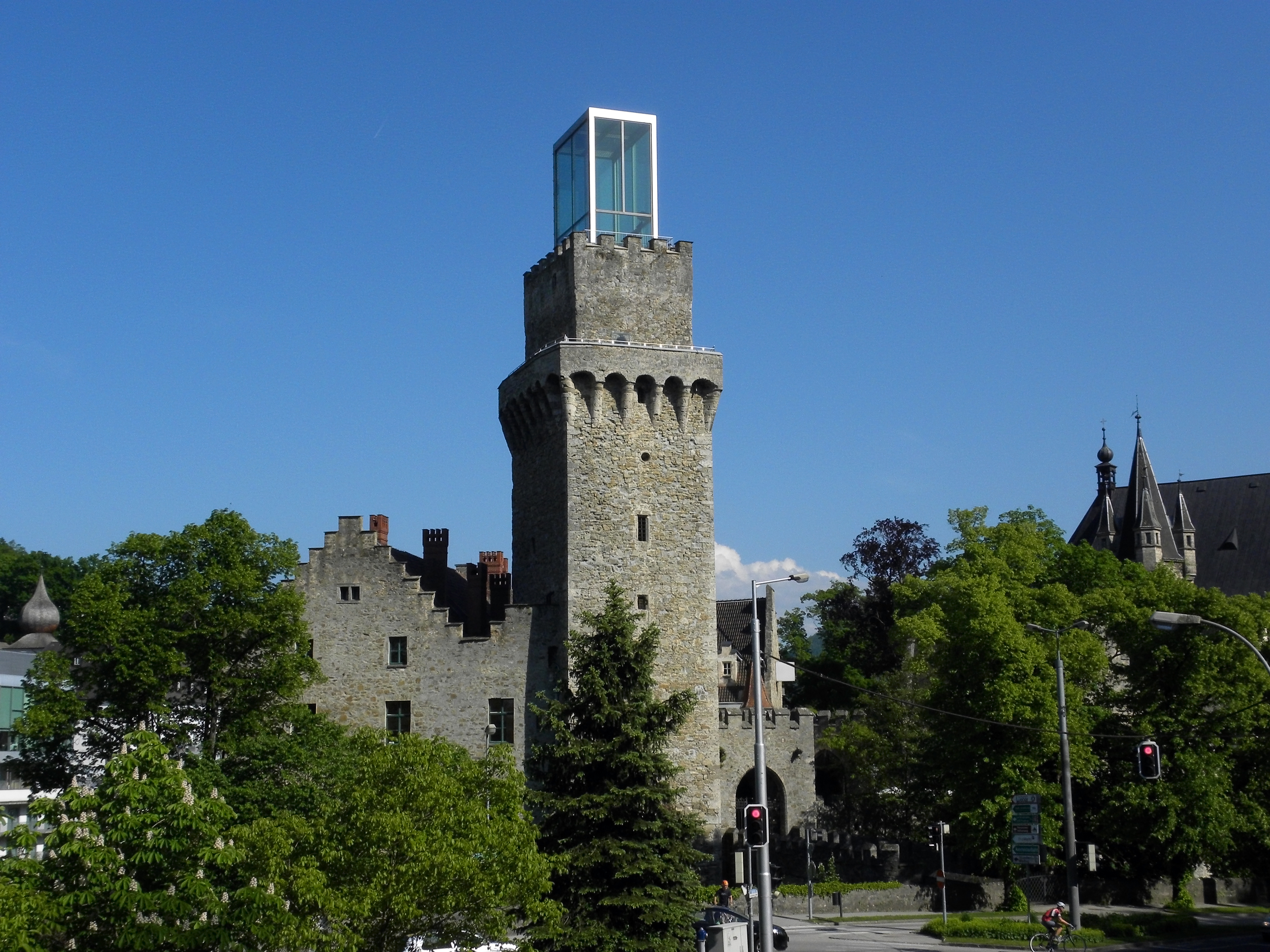
Toren van het slot in Waidhofen
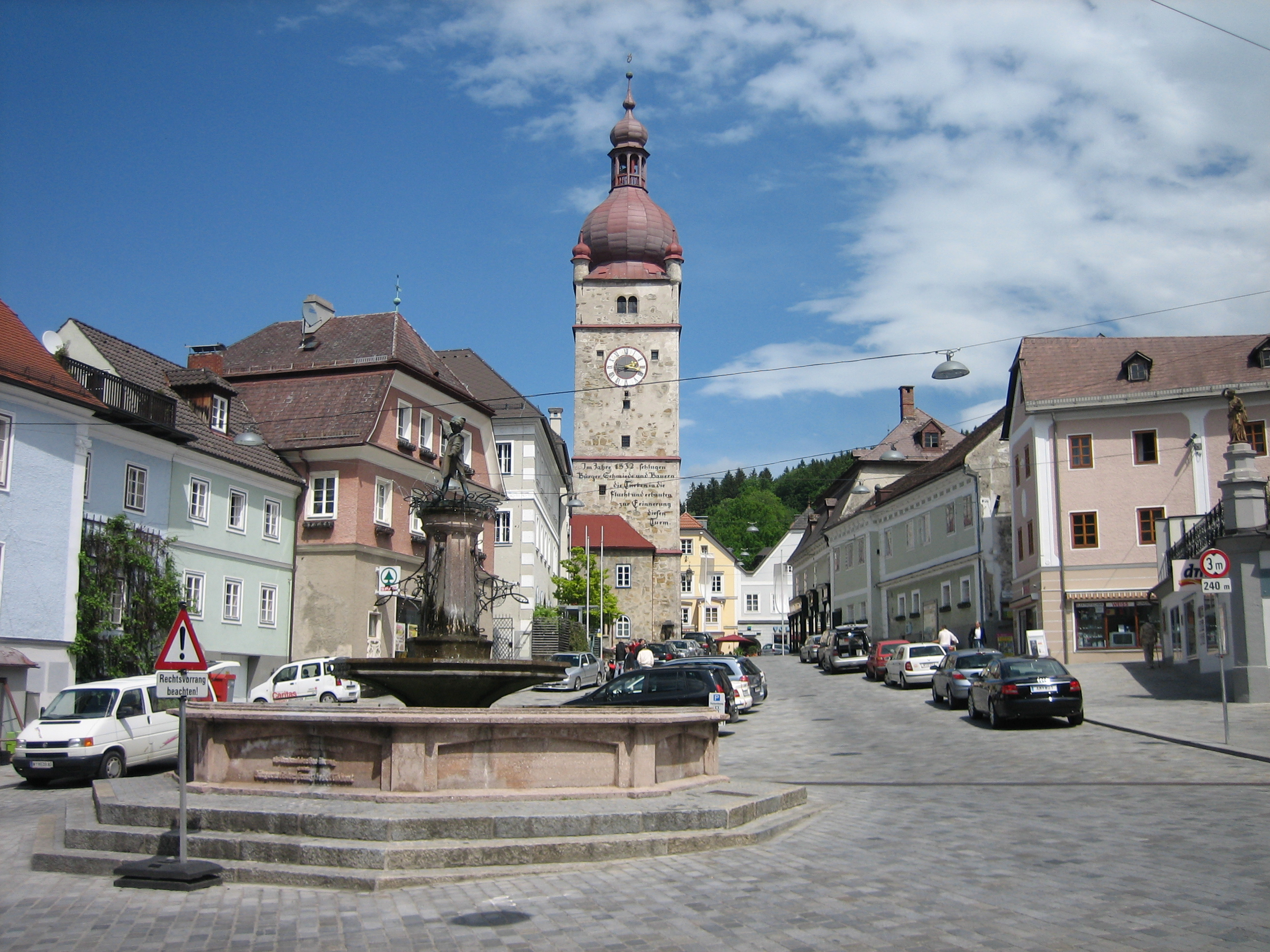
Freisingerberg
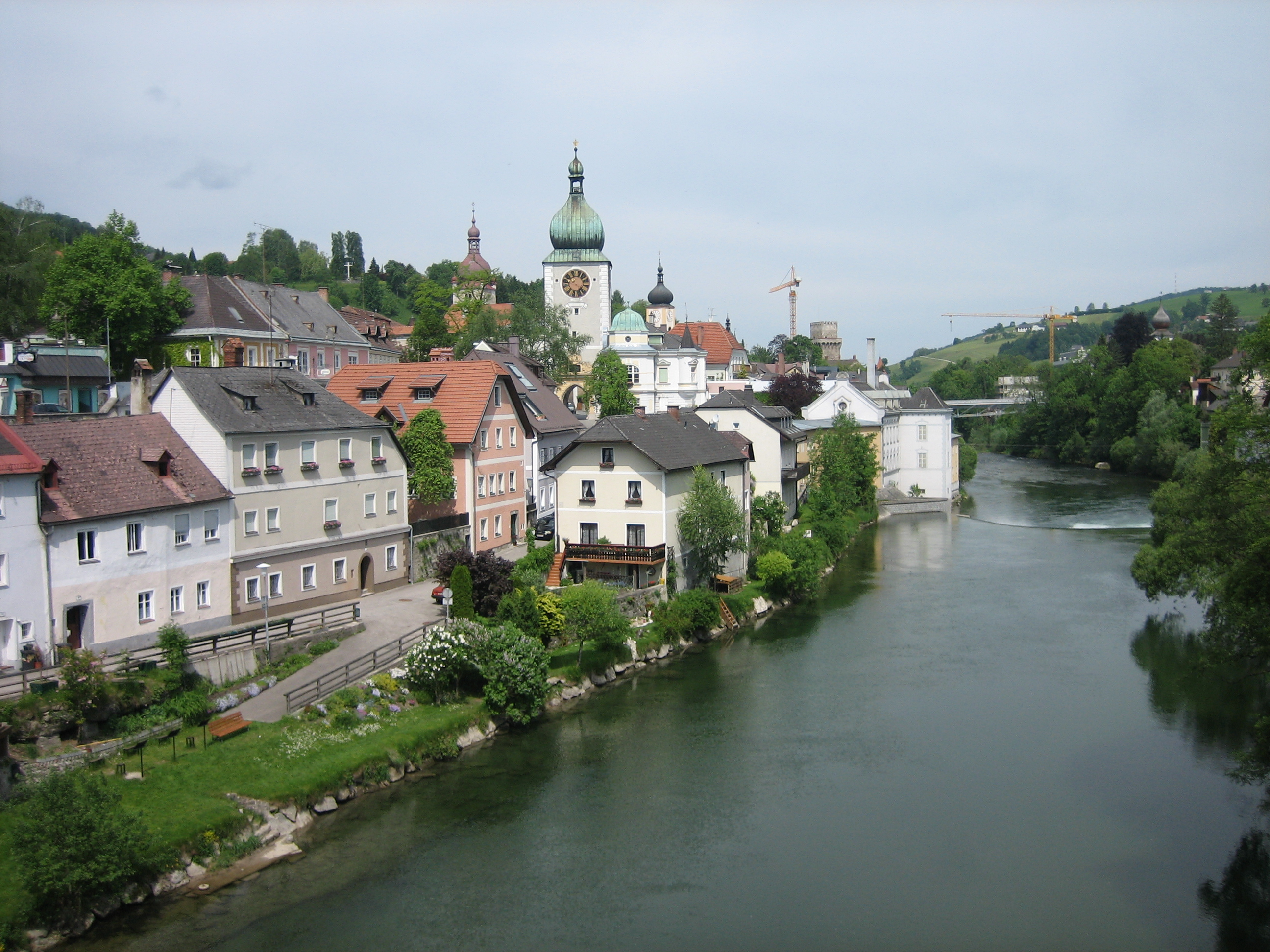
Binnenstad, gezien vanaf de Zeller

- Bibliothèque nationale de France: cb161333052 (data)
- Gemeinsame Normdatei: 4064334-7
- Library of Congress Control Number: n91002043
- MusicBrainz: d7ab64de-4166-4981-a94d-f63ff0632a48
- Nationale Bibliotheek van Tsjechië: ge719891
- Nationale Bibliotheek van Israël: 987007565246205171
- Système universitaire de documentation: 119306565
- Virtual International Authority File: 158408801
- WorldCat: E39PBJyGQmW6GyXPtR7mGXGvHC